# فرم (موسیقی)

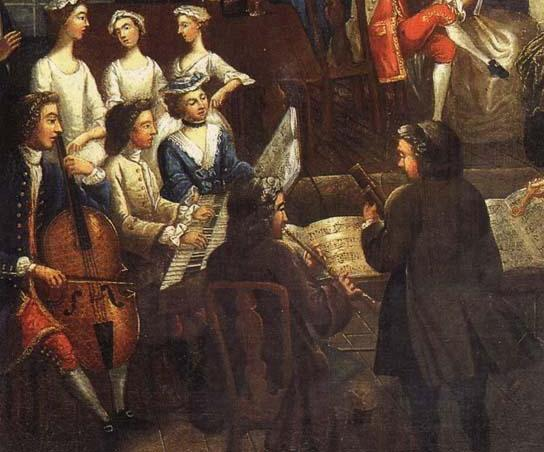
(نقاشی) موسیقیدانان دوره باروک در حال اجرای «سونات تریو»

فرم (به انگلیسی: form) در تئوری موسیقی، اشاره به ساختار یک قطعهٔ موسیقی دارد. واژهٔ «فرم» به معنی قالب یا شکل است. فرم در یک قطعه موسیقی سعی می‌کند که آن قطعه را با شکستن به اجزای مختلف، توصیف کند. به عبارت دیگر، فرم، ساختمان و نظم یک اثر موسیقایی است و مفاهیمی مشابه در تعریف معماری، نقاشی، مجسمه‌سازی و مانند آنها دارد.

## تعریف

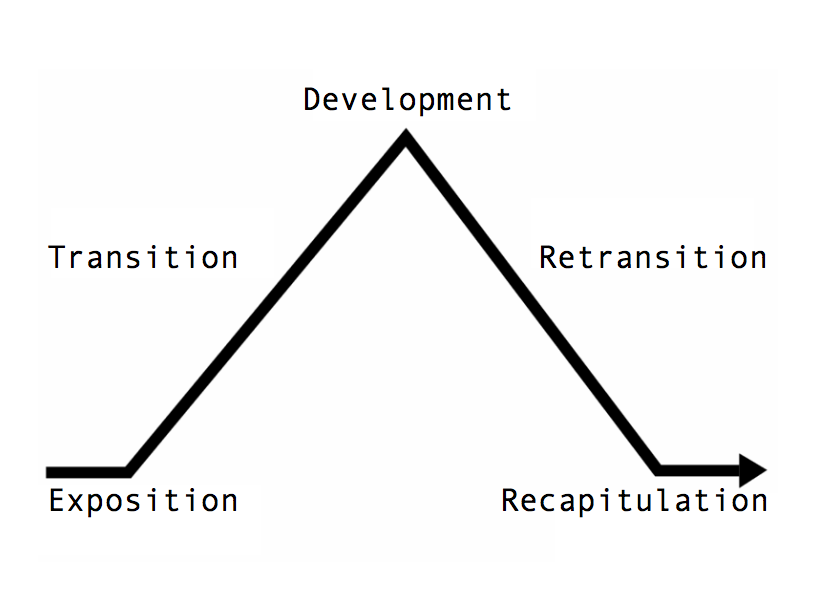
نمودار فرم سه‌قسمتی

هر اثر هنری دارای طرح، قالب، یا الگویی است که محتوای کار را در درون آن جای می‌دهد. در واقع فرم در برابر محتوا قرار می‌گیرد و
هر اثر هنری در فرم، مجموعه‌ای است از اجزا که هر یک از آنها نسبت به کل، پیوند دارند. در بررسی شکل ظاهری یک اثر موسیقی می‌توان سه عنصر را تشخیص داد:
1. «بیان اول» یا سوژهٔ اصلی (الف)[الف]
2. «بسط و گسترش» (ب)[ب]
3. «یادآوری بیان اول» (الف)[پ]

وجود فرم در موسیقی بیانگر شکل ظاهری، نظم، آرایش، عدم یکنواختی و دورهٔ زمانی آن اثر می‌شود و در هر دوره معنای متفاوتی داشته‌است.
فرم سه‌تایی متداول‌ترین فرم در موسیقی است. علاوه بر آن، از شیوه‌های دیگری نیز استفاده می‌شود؛ مانند:
- فرم سادهٔ دوتایی (الف، ب)
- فرم روندو (الف، ب، الف، ج، الف، د، الف، و…)
- فرم قرینه‌ایِ آزاد (الف، ب، ج، ب، الف)[۲]

## تاریخچه
گرایش به فرم در موسیقی به صورت‌های گوناگون و با رهیافت‌های متفاوت مورد توجه قرار گرفته‌است و دارای پیچیدگی‌های فراوان است.
نمودار فرم در دوره‌های موسیقی کلاسیک:

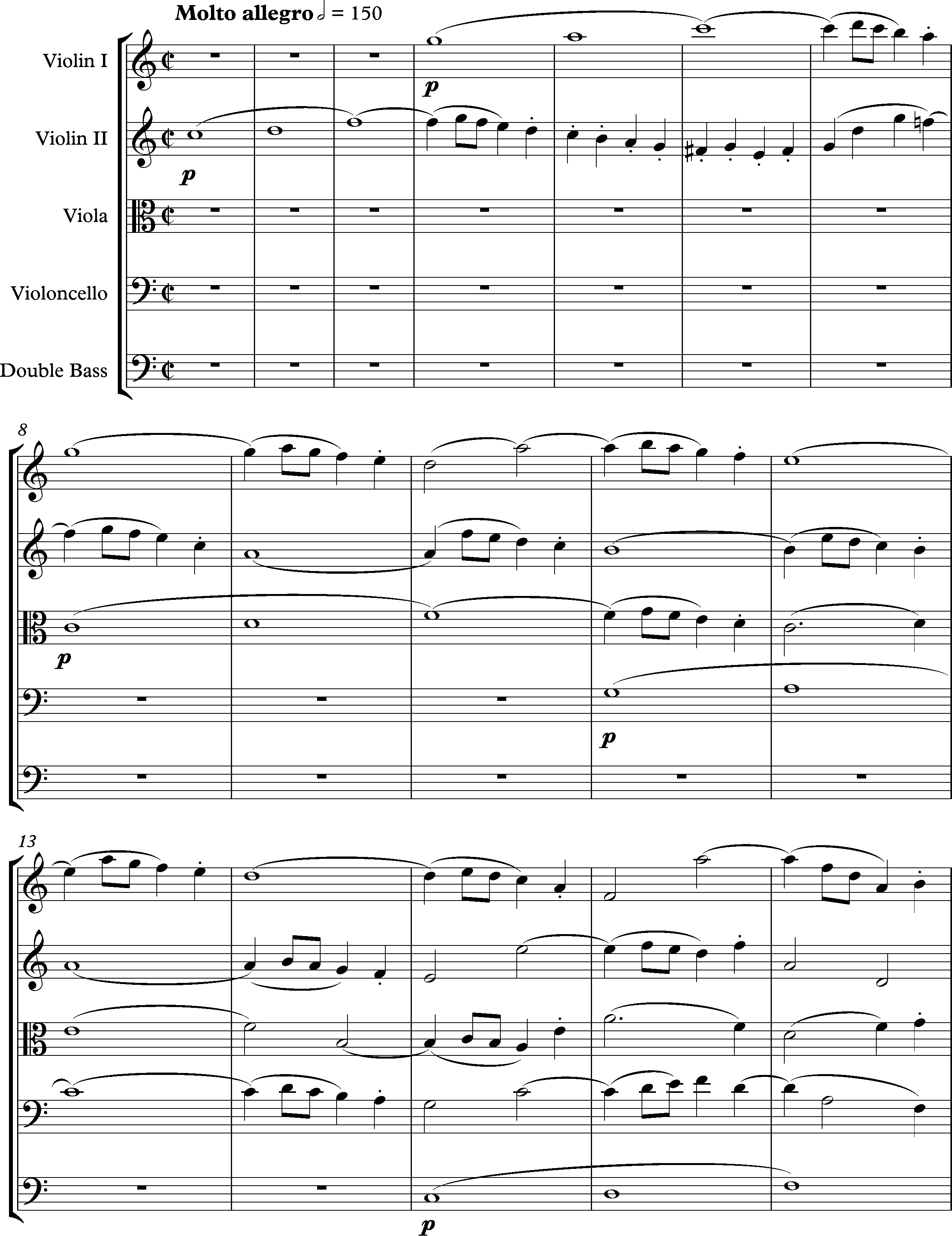
فینال سمفونی ۴۱ موتزارت (Jupiter) thumb

| دروه قرون وسطی    | دوره رنسانس | دوره باروک   | دوره کلاسیک | دوره رمانتیک   | دوره مدرن      | دوره معاصر       |
| ----------------- | ----------- | ------------ | ----------- | -------------- | -------------- | ---------------- |
|                   |             | کنسرتو گروسو | سمفونی      | سمفونی         | سمفونی         |                  |
|                   |             | کنسرتو       | کنسرتو      | کنسرتو         | کنسرتو         |                  |
|                   |             | سونات        | سونات       | سونات          | سونات          |                  |
|                   |             | سونات تریو   | کوارتت زهی  | کوارتت زهی     | کوارتت زهی     |                  |
|                   | رقص         | سوئیت        |             | سوئیت          | سوئیت          |                  |
|                   |             |              |             | پوئم سمفونیک   | پوئم سمفونیک   |                  |
|                   |             |              |             | اورتور         | اورتور         |                  |
|                   |             | اپرا         | اپرا        | اپرا           | اپرا           |                  |
|                   | مس          | مس           | مس          | مس             | مس             |                  |
|                   |             | اوراتوریو    | اوراتوریو   | اوراتوریو      | اوراتوریو      |                  |
|                   |             | کانتات       | کانتات      | کانتات         | کانتات         |                  |
|                   |             | فوگ          |             |                |                |                  |
|                   |             |              |             |                |                | موسیقی الکترونیک |
|                   | مادریگال    |              |             | سرود تصنیعی    | سرود تصنیعی    |                  |
|                   |             |              |             | قطعه به مناسبت | قطعه به مناسبت |                  |
| سرودهای گرگوریایی |             |              |             |                |                |                  |

## انواع فرم در موسیقی کلاسیک
- سونات
- فوگ
- پرلود
- انوانسیون
- روندو
- کانن
- مس
- کنسرتو گروسو
- سوئیت
- واریاسیون
- راپسودی
- اسکرتسو
- منوئه
- اوراتوریو
- کنسرتو
- سمفونی
- اتود
- نوکتورن
- پوئم سمفونیک
- کاپریس
- توکاتا
- کانتات
- فانتازیا
- رقص
- موسیقی برنامه‌ای
- مادریگال
- شانسون
- اپرا
- پاساکالیا

## انواع فرم در موسیقی عامه‌پسند غرب
بعضی از فرم‌های موسیقایی، از جمله فرم‌های شکل گرفته با محوریت ژانر، غالباً در موسیقی عامه مورد استفاده قرار می‌گیرند. فرم‌های مورد استفاده در موسیقی عامه اغلب از فرم‌های استروفیک (به انگلیسی: Strophic، با ساختار آهنگین AAA)، فرم‌های ۳۲ میزانی (با ساختار آهنگین AABA)، فرم‌های ترجیع‌بندی (با ساختار AB) و فرم‌های ۱۲ میزانی بلوز (با ساختار AAB) ساخته می‌شوند.

### فرم‌های مقطعی
- AABA: سبک عامه‌پسند آمریکایی
- AB: بیت/ترجیع‌بند
  - ABC: بیت/ترجیع‌بند/بریج (به انگلیسی: Bridge)
- ABAB
- ABAC
- ABCD: (به انگلیسی: Through-composed)
- فرمهای مورد استفاده در موسیقی بلوز
  - AAB: بلوز دوازده میزانی
  - بلوز هشت میزانی
  - بلوز شانزده میزانی[۴]

### فرم‌های گسترده
فرم‌های گسترده اصطلاحاً به فرم‌هایی گفته می‌شود که ریشه در یکی از فرم‌های مقطعی دارد، حال آنکه این فرم‌ها به واسطهٔ قطعاتی الحاقی گسترده شده‌اند. به‌عنوان مثال:
- AAAAA
- AABABA

### فرم‌های ترکیبی
این نوع از فرم‌های موسیقایی که به فرم‌های دوگانه (به انگلیسی: Hybrid) هم معروف هستند، نتیجهٔ ترکیب دو یا چند نوع از فرم‌های موسیقایی با یکدیگر است.

## انواع فرم در موسیقی ایرانی
- پیش‌درآمد
- چهارمضراب
- رنگ
- تصنیف
- ضربی
- خالتور
- آواز
- ترانه

## یادداشت
1. ↑  Exposition
2. ↑  development
3. ↑  Recapitulation